# Mała Wisełka
Mała Wisełka (Polska Wisła lub Mała Wisła) – stare koryto Wisły, odnoga odcinająca Kępę Bazarową od kujawskiego brzegu Wisły.
Pierwotnie była nazywana Polską Wisłą (niem. Polnische Weichsel). Nazwa ta była używana w czasach zaboru pruskiego. Obecnie jest nazywana Małą Wisełką bądź Małą Wisłą. Potocznie używana jest również nazwa Martwa Wisła, podkreślająca zły stan odnogi rzeki.
W 1500 roku przez Małą Wisełkę przechodził drewniany most łączący Kępę Bazarową z Kujawami. Na pocz. XX wieku przez Małą Wisełkę pływały parowce, następnie tylko łodzie wiosłowe.
Nad Małą Wisełką znajduje się mostek, umożliwiający dojazd autokarów do Kępy Bazarowej.